# كاريسا كابوبيانكو
كاريسا كابوبيانكو (بالإنجليزية: Carissa Capobianco)‏ هي ممثلة أمريكية، ولدت في 5 يوليو 1988 بأتلانتا في الولايات المتحدة.

## وصلات خارجية
- كاريسا كابوبيانكو على موقع IMDb (الإنجليزية)
- كاريسا كابوبيانكو على موقع قاعدة بيانات الفيلم (الإنجليزية)